# Trasa kablowa
Trasa kablowa - pas terenu lub przestrzeni w otoczeniu linii kablowej, którego osią symetrii jest linia prosta, łamana lub falista, łącząca urządzenia elektryczne, w której ułożone są linie kablowe.
Trasa kablowa składa się z zestawu elementów konstrukcyjnych połączonych ze sobą rozłącznie elementami złącznymi. Tworzy ciąg ułożony na określonym odcinku, stanowiący konstrukcję nośną instalacji elektroenergetycznych, sterowniczych i telekomunikacyjnych. Do elementów składowych tras z korytek i drabin kablowych należą: koryta kablowe, drabiny kablowe, profile nośne, detale złączne, uchwyty kablowe.